# Стшельці-Краєнські
Стшельці-Краєнські або Стрільці-Краєнські (пол. Strzelce Krajeńskie, нім. Friedeberg) — місто в західній Польщі.
Адміністративний центр Стшелецько-Дрезденецького повіту Любуського воєводства.
Поява українців у містечку Стрільці-Краєнські та його околицях пов'язана з депортацією під час акції «Вісла» у 1947 р. Місто Стрільці-Краєнські є центром депортації лемків. Тут діє лемківський дім культури в старій водонапірній вежі. Тут влаштовано музей та кав’ярню. Організовано також музичний колектив «Lemko-Tower». В околицях Стрільців-Краєнських діє православна церква Архангела Михаїла в Бжозі (Brzoze) (Костел збудований німцями ще в 13 ст. Після війни певний час був католицьким костелом, але в 1952 р. став православною церквою), православна церква Успіння Богородиці в с.Луґі – по-німецький євангелітський костел.

## Демографія
Демографічна структура станом на 31 березня 2011 року:
|          | Загалом | Допрацездатний вік | Працездатний вік | Постпрацездатний вік |
| -------- | ------- | ------------------ | ---------------- | -------------------- |
| Чоловіки | 4882    | 967                | 3526             | 389                  |
| Жінки    | 5336    | 959                | 3307             | 1070                 |
| Разом    | 10218   | 1926               | 6833             | 1459                 |